# Bejsebakke
Bejsebakke eller Sorthøj er en lokalitet i Ansgars Sogn, Fleskum Herred, hvor der er fundet rige spor efter forhistorisk bebyggelse fra både stenalder, bronzealder og jernalder.
Området mellem Bejsebakkevej og Sorthøjvej er blevet arkæologisk undersøgt 2 gange. I 1958 gennemførtes en udgravning af Nationalmuseet, og i år 1999 og 2000 gennemførte Aalborg Historiske Museum en større arkæologisk udgravning. Ved denne udgravning fandtes der blandt andet spor efter mere end 350 grubehuse og 40-50 langhuse fra jernalderen.
Området er desuden rig på spor efter flinteminer, hvor flinten i yngre stenalder er blevet udvundet fra kalkundergrunden.

## Eksterne kilder og henvisninger
- Arkæologiens Nordjylland Arkiveret 20. januar 2022 hos  Wayback Machine

|  | Denne artikel om lokaliteten Bejsebakke kan blive bedre, hvis der indsættes et (bedre) billede. Du kan hjælpe ved at afsøge Wikimedia Commons for et passende billede eller lægge et op på Wikimedia Commons med en af de tilladte licenser og indsætte det i artiklen. |

57°1′39″N 9°53′26″Ø / 57.02750°N 9.89056°Ø